# Трипільський Всесвіт України
Трипільський Всесвіт України — український авторський документальний проект про історію Україну, а саме — її трипільський період.

## Інформація про фільм
Одна річ — відтворити якийсь реальний предмет, інша — побачити невидиме, уявити сутності, явища, замислитись над природою часу, простору і передати свої уявлення за допомогою мистецтва. Які послання закодовані у трипільській графіці, кераміці, посуді та сосудах? Відповідь на це, та інші питання висвітлюються у двох частинах цього телефільму.

### Актори
- Павло Корнієнко,
- Євген Савчук,
- Володимир Поліщук,
- Ірина Ірхіна